# Liste der Monuments historiques in Les Gonds
Die Liste der Monuments historiques in Les Gonds führt die Monuments historiques in der französischen Gemeinde Les Gonds auf.

## Liste der Bauwerke
| Bezeichnung        | Beschreibung                               | Standort | Kennzeichnung | Schutzstatus | Datum | Bild |
| ------------------ | ------------------------------------------ | -------- | ------------- | ------------ | ----- | ---- |
| Château de Thérac  | Schloss aus dem 16./17. Jahrhundert        | (Lage)   | PA17000010    | Inscrit      | 1997  |      |
| Métairie des Pères | Herrenhaus vom Anfang des 17. Jahrhunderts | (Lage)   | PA17000011    | Inscrit      | 1997  |      |

## Liste der Objekte
| Bezeichnung       | Beschreibung          | Standort                       | Kennzeichnung | Schutzstatus | Datum | Bild |
| ----------------- | --------------------- | ------------------------------ | ------------- | ------------ | ----- | ---- |
| Glocke            | Bronze, 1599 gegossen | in der Kirche St-Vivien (Lage) | PM17000147    | Classé       | 1908  |      |
| Altar und Retabel | Holz, 19. Jahrhundert | in der Kirche St-Vivien (Lage) | PM17001193    | Inscrit      | 1981  |      |